# Podregion Ålands skärgård
Podregion Ålands skärgård (fiń. Ålands skärgård) – podregion w Finlandii, na Wyspach Alandzkich.
W skład podregionu wchodzą gminy:
- Brändö,
- Föglö,
- Kumlinge,
- Kökar,
- Sottunga,
- Vårdö.